# Richard Pitot Guzmán
Richard Isaac Pitot Guzmán (Lima, 12 de noviembre de 1952) es un militar peruano en situación de retiro que ostenta el grado de General de Brigada. Es un analista, conferencista y consultor en temas de seguridad, defensa nacional.

## Biografía
Nació en la ciudad de Lima en 1952. Estudió en el Colegio Militar Leoncio Prado en el Callao. Ingresó a la Escuela Militar de Chorrillos, donde egresó el 1 de enero de 1979, como Subteniente de Infantería, conformando la 83va promoción "Francisco Antonio de Zela" habiendo obtenido el Primer Puesto y la Espada de Honor de manos del entonces Presidente de la República el General de División Francisco Morales Bermúdez Cerrutti.
Su carrera militar la inicia en el Batallón de Infantería Motorizado Pichincha N°13 de Arequipa. Luego de ello realizó cursos de especialización de Blindados e Inteligencia. Prestó servicios en los departamentos de Tumbes, Puno, San Martin, Loreto, Ayacucho, Arequipa, Piura, Tacna, Huancavelica y Lima.
Realizó estudios en el Centro Superior de Estudios de la Defensa Nacional en España y en la Universidad de Defensa Nacional del Ejército Popular de Liberación PLA, en China . Así como pasantías en West Point Academy, EE.UU.
También ha sido Instructor ; Teniente Jefe de Sección, Capitán Jefe de Compañía, Mayor Jefe de Instrucción del Batallón de Cadetes en la Escuela Militar de Chorrillos, Profesor y Jefe de Departamento en la Escuela de Infantería. Jefe de Base Contraterroristas en Ayacucho y Huancavelica en la Época del terrorismo en el Perú, Comandante del Batallón de Infantería de selva N° 83 en Güepí, Jefe de Inteligencia de la 9a División Blindada, Director de Contrainteligencia del Ejército, Jefe de Estado Mayor de Operaciones de la 3.ª Brigada de Fuerzas especiales, jefe del Servicio de inteligencia del Ejército, director del Colegio Militar Leoncio Prado, inspector de la Región Militar del Norte, director de Informaciones del Ejército, comandante general de la 18.ª Brigada Blindada, director de la Escuela Superior de Guerra del Ejército y secretario general del Comando Conjunto de las Fuerzas Armadas del Perú.
Ostenta el grado de Magíster en Administración, Magíster en Ciencias Militares y Licenciado en Educación. Es graduado del Programa de Alta Gerencia y Administración Pública de la Universidad del Pacífico, Diplomado de Alta Dirección de la Universidad de Piura, Diplomado de Política Exterior y Relaciones Internacionales en la Academia Diplomática del Perú.
En la actualidad es un analista, conferencista y consultor en temas de seguridad.

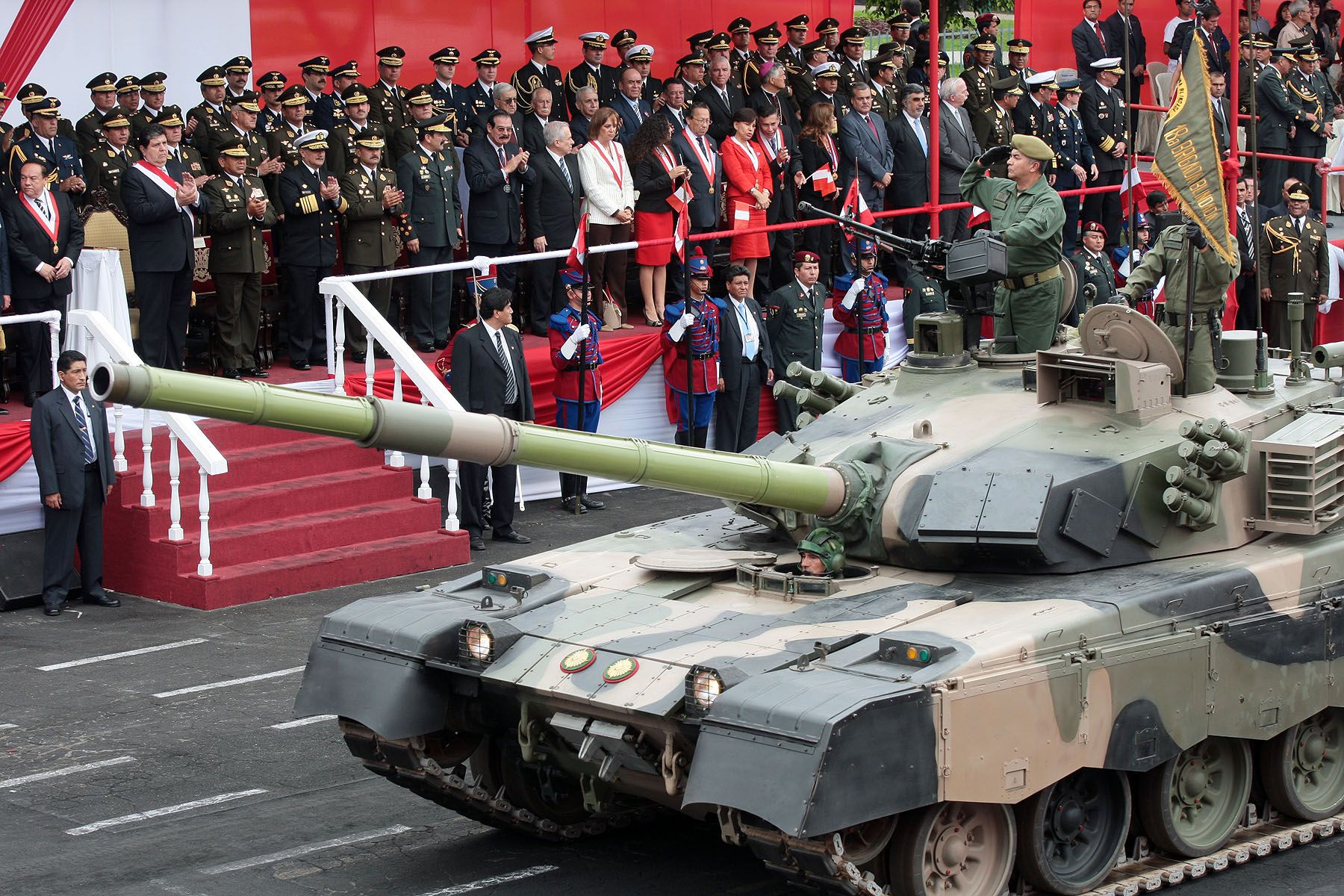
Gral de Brig EP Richard Pitot Guzmán. Gran Parada Militar del Perú 2009

## Distinciones y condecoraciones

### Distinciones y condecoraciones Peruanas
- Primer Puesto y Espada de Honor de la 83va Promoción "Francisco Antonio de Zela" de la Escuela Militar de Chorrillos.
- Primer Puesto del Arma de Infantería.
- Medalla Académica del Ejército del Perú en los grados al Mérito, Distinguido, Honor.
- Cruz Peruana al Mérito Militar en los grados de Caballero, Oficial, Comendador, Gran Oficial.
- Benemérita Sociedad Fundadores de la Independencia,Vencedores el 2 de mayo de 1866 y Defensores calificados de la patria.
- Cintillo de la Pacificación Nacional.
- Medalla de la Orden Legion Mariscal Cáceres grado Comendador.
- Presidente de la Asociación Leonciopradina.

### Distinciones y condecoraciones Extranjeras
- Escuela de las Americas U.S. Army  Estados Unidos
- USMA - Latin American Academy Exchange  Estados Unidos
- Universidad Nacional de Defensa del Ejército Popular de Liberación PLA  China
- CESEDEN - Centro Superior de Estudios de la Defensa Nacional  España
- Cruz del Mérito Militar Español  España
- Medalla Ministerio de Defensa  Italia
- Medalla Libertador General Bernardo O'Higgins  Chile
- Medalla Militar " Francisco José de Caldas "  Colombia
- Medalla Mariscal Hermes  Brasil
- Sable del Ejército Bolivariano  Venezuela
- Sable del Libertador General Bernardo O'Higgins  Chile
- Bastón de Mando Ejército de la República de Corea  Corea del Sur